# Minster, Cornwall
Minster var en civil parish fram till 1919 när blev den en del av Forrabury and Minster, i grevskapet Cornwall, i England. Civil parish var belägen 22 km från Launceston och hade 399 invånare år 1911. Byn nämndes i Domedagsboken (Domesday Book) år 1086, och kallades då Talcar.